# Arctosa villica
Arctosa villica là một loài nhện trong họ Lycosidae.
Loài này thuộc chi Arctosa. Arctosa villica được Hippolyte Lucas miêu tả năm 1846.